# 莫尔西略
莫尔西略，是西班牙埃斯特雷马杜拉卡塞雷斯省的一个市镇。总面积16平方公里，总人口457人（2001年），人口密度29人/平方公里。